# Králova Lhota (district de Písek)
Pour les articles homonymes, voir Králova Lhota.
Králova Lhota (en allemand : Königslhota) est une commune du district de Písek, dans la région de Bohême-du-Sud, en Tchéquie. Sa population s'élevait à 206 habitants en 2020.

## Géographie
Králova Lhota se trouve à 22 km au nord de Písek, à 64 km au nord-ouest de Ceské Budejovice et à 69 km au sud-ouest de Prague.
La commune est limitée par Lety au nord, par Orlík nad Vltavou et Probulov à l'est, par Nevězice au sud-est et au sud, par Čimelice au sud-ouest et par Nerestce au nord-ouest.

## Histoire
La première mention écrite du village date de 1361.

## Transports
Par la route, Králova Lhota se trouve à 20 km de Milevsko, à 29,5 km de Písek, à 79 km de Ceské Budejovice et à 115 km de Prague.